# TEB BNP Paribas Istanbul Open 2016
Il TEB BNP Paribas Istanbul Open 2016 è stato un torneo professionistico di tennis giocato all'aperto sulla terra rossa. È stata la seconda edizione dell'evento conosciuto come TEB BNP Paribas Istanbul Open. Il torneo fa parte dell'ATP Tour 250 nell'ambito dell'ATP World Tour 2016. Il torneo si è svolto nella Koza World of Sports Arena di Istanbul, in Turchia, dal 25 al 30 aprile 2016.

## Partecipanti

### Teste di serie
| Nazionalità | Giocatore            | Ranking* | Testa di serie |
| ----------- | -------------------- | -------- | -------------- |
| Australia   | Bernard Tomić        | 21       | 1              |
| Bulgaria    | Grigor Dimitrov      | 28       | 2              |
| Croazia     | Ivo Karlović         | 29       | 3              |
| Argentina   | Federico Delbonis    | 40       | 4              |
| Spagna      | Marcel Granollers    | 50       | 5              |
| Rep. Ceca   | Jiří Veselý          | 53       | 6              |
| Russia      | Tejmuraz Gabašvili   | 54       | 7              |
| Spagna      | Albert Ramos Viñolas | 55       | 8              |

* Ranking al 18 aprile 2016.

### Altri partecipanti
I seguenti giocatori hanno ricevuto una wild card per il tabellone principale:
- Karen Chačanov
- Marsel İlhan
- Cem İlkel

I seguenti giocatori sono passati dalle qualificazioni:

- Carlos Berlocq
- Renzo Olivo
- Andrej Rublëv
- Adrian Ungur

Il seguente giocatore è in tabellone come lucky loser:
- Máximo González

## Campioni

### Singolare
Diego Schwartzman ha sconfitto in finale  Grigor Dimitrov con il punteggio di 6(5)–7, 7–6(4), 6-0.
- È il primo titolo in carriera per Schwartzman.

### Doppio
Flavio Cipolla /  Dudi Sela hanno sconfitto in finale  Andrés Molteni /  Diego Schwartzman con il punteggio di 6-3, 5-7, [10-7].